# Franz Müntefering
Franz Münterfering (Neheim-Hüsten, n. 16 de janeiro de 1940) é um político alemão. Teve uma formação comercial de nível médio (Industriekaufmann). É católico, casou duas vezes e tem dois filhos do primeiro casamento.
Foi secretário-geral do SPD e vice-chanceler e ministro do trabalho do governo alemão. Demitiu-se destas funções para poder cuidar da segunda esposa, gravemente doente. Alguns meses depois do falecimento da esposa foi novamente indigitado, em Septembro de 2008, para as funções de secretário-geral do SPD.